# Bonrepòs i Mirambell
Bonrepòs i Mirambell település Spanyolországban, Valencia tartományban. Bonrepòs i Mirambell Valencia, Almàssera, Tavernes Blanques és Vinalesa községekkel határos. Lakosainak száma 4048 fő (2024).

## Népesség
A település népessége az utóbbi években az alábbiak szerint változott:
| Lakosok száma | 2252 | 2526 | 3047 | 3358 | 3454 | 3507 | 3629 | 3691 | 3831 | 4048 |
|               | 2001 | 2004 | 2007 | 2009 | 2012 | 2014 | 2017 | 2019 | 2022 | 2024 |